# Sveriges medeltida personnamn (ordbok)
Sveriges medeltida personnamn, förkortat SMP, är en ordbok som förtecknar personnamn som brukades i Sverige under medeltiden (c:a 1100–1520). Ordboken har som mål att uppta samtliga personnamn, såväl förnamn som tillnamn (binamn) som brukades i Sverige (med dess nuvarande gränser) samt Finland (klart finskspråkiga namn tas ej upp) på medeltiden. Ordboken och dess arkiv finns vid myndigheten Institutet för språk och folkminnen.

## Historia
År 1943 påbörjade Ivar Modéer excerpering av fornsvenska personnamn. År 1947 kom arbetet att ställas under ledning av Kungliga Vitterhetsakademien. Akademien tillsatte en personnamnskommitté för att leda arbetet med insamlingen av personnamn och att ge ut en ordbok över det insamlade materialet. Kommitténs första ordförande var Elias Wessén, Ivar Modéer var dess första sekreterare. Ivar Modéer avled år 1960 och då kom arbetet med ordboken, det fortsatta excerperingsarbetet, att ledas av Roland Otterbjörk. Ordbokens första häfte gavs ut år 1967. Samma år blev Roland Otterbjörk professor vid Umeå universitet. Under de följande åren fram till 1971 gick arbetet med ordboken för sparlåga. 1 juli 1984 blev ordboken och dess arkiv en del av DOVA-myndigheten. SMP förblev ett självständigt arkiv inom myndigheten, som 1993 bytte namn till Språk- och folkminnesinstitutet, till 1998. Då bildade SMP och Ortnamnsarkivet i Uppsala en avdelning inom myndigheten.

## Samlingarna
SMP:s samlingar finns vid Institutet för språk och folkminnen i Uppsala. De innehåller närmare en miljon kortlappar med belägg på namn från medeltiden och 1500-talet. För samlingarna har man excerperat praktiskt taget alla kända medeltidsdokument, med övervikt för pergamentsbrev om jordtransaktioner, arv etc. och jordeböcker samt kyrkliga längder intill c:a 1520. Det innebär att i princip alla medeltida personnamn, både förnamn och tillnamn, som har bevarats i skriftliga källor från det medeltida Sverige finns upptagna i arkivet. Vid sidan av den i princip fullständiga medeltidssamlingen finns ett representativt urval av namn från 1500-talets äldre jordeböcker, tiondelängder och vissa tryckta källor.

## Verksamhet
Utgivningen av ordboken sker häftesvis. Första häftet publicerades 1967 och man har nu hunnit till och med häfte 17, som behandlar förnamnen Iordan–Iøøs. 2023 pågår arbetet med förnamnen på bokstaven K. När alla förnamn t.o.m. Ø är publicerade kommer tillnamnen att ges ut.

## Ordbokens huvudredaktörer
- Roland Otterbjörk 1960–1967
- Per-Axel Wiktorsson 1971–1982
- Bengt Audén 1983
- Evert Melefors 1985–1998
- Anita Eldblad 1998–2011
- Lennart Ryman 2012–